# Magnolia sabahensis
Magnolia sabahensis är en magnoliaväxtart som först beskrevs av James Edgar Dandy och Hans Peter Nooteboom, och fick sitt nu gällande namn av Richard B. Figlar och Hans Peter Nooteboom. Magnolia sabahensis ingår i släktet Magnolia och familjen magnoliaväxter. Inga underarter finns listade i Catalogue of Life.